# Eosia
Eosia is een geslacht van vlinders van de familie nachtpauwogen (Saturniidae), uit de onderfamilie Saturniinae.

## Soorten
- E. digennaroi Bouyer, 2008
- E. insignis Le Cerf, 1911
- E. minettii Bouyer, 2008